# テンペラ
テンペラは、乳化作用を持つ物質を固着材として利用する絵具、およびこれによる絵画技法。テンペラは、混ぜ合わせるという意味のラテン語 temperāre を語源とするイタリア語 tempera からの借用語である。
西洋の絵画で広く行われてきた卵テンペラには、油彩画のような黄変・暗変を示さないという特徴があり、経年による劣化が少なく、数百年前に制作された作品が今日でも鮮明な色彩を保っている。

## 種類
乳化剤として鶏卵を用いる卵テンペラ、蜜蝋やカルナウバ鑞を鹸化した鑞テンペラ、カゼインを使うカゼインテンペラなどがある。

### 卵テンペラ
代表的なテンペラ技法が卵テンペラである。絵具が乾けばすぐに塗り重ねていくことができ、数日間乾燥すると水に溶けなくなる。
板にボローニャ石膏で地塗りをしているものが古典的なテンペラ画技法であるが、近代になって油彩の仕上げに卵を混入させたものもテンペラ画と通称で呼ぶようになった。これは卵黄にレシチンやアルブミンという乳化作用がある物質が含まれているため、マヨネーズのように水と油を混ぜても分離しないことを応用したものである。

#### 卵テンペラの分類

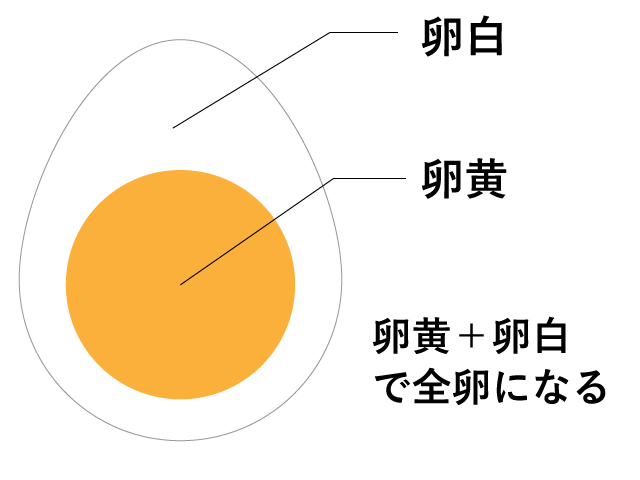
テンペラでは、卵黄は膜の中身の液を用い、卵白は泡立てて静置後の底の液を用いる。

- 卵黄テンペラ（卵黄＋顔料）- 不透明で顔料本来の明るい色味を呈するが、厚塗りには適さない[2]。油絵具の普及以前のヨーロッパでは最も一般的な処方であり、特に金地テンペラ画に使われた[4]。
- 卵白テンペラ（卵白＋顔料）- 卵黄の色味を避ける場合に使われる[2]。アイロンをかけることで堅牢な画面となる[3]。写本のミニアチュールに使われた[5]。
- テンペラ・グラッサ（卵黄＋油＋顔料）- 油分の多いテンペラ。油分により光沢や濡れ色、柔軟性が増し、画面がより堅牢になる[4][6][2]。
- 混合技法メディウム（全卵＋油＋顔料）- 卵黄テンペラとグラッサの中間的な油分を含むテンペラ[6]。現代の日本では最も一般的な処方であり、油絵具との混合技法に適する[4][2]。
- 練り込みテンペラ（卵黄＋油＋接合材＋顔料）- 追加の接合材として膠や小麦粉糊などを加えたテンペラ。明るい色味を呈し、油絵具との混合技法や厚塗りに適する[2][4]。

#### 媒材の処方
14世紀のチェンニーノ・チェンニーニの技法書『絵画術の書』には、卵黄1個に対して等量の水という処方が記されている。時代が下ると、乾性油や樹脂の添加が行われるようになった。20世紀初頭のマックス・デルナーが『絵画技術体系』で「水と混ぜられる卵脱脂テンペラ」として示した処方は以下のとおり。
- 全卵
- 卵と等量の油、または油と樹脂ワニス
- 卵と等量から三倍程度の水

また卵黄テンペラや練り込みテンペラには防腐剤として酢などが加えられる。卵白テンペラにはグリセリンも加えられる。古くは乾きを遅らせたり伸びを良くするためにイチジクの乳液や白ワインを加えたとされる。

### カゼインテンペラ
カゼインは絵の目止めやメディウム、接着剤として用いられ、乳化作用を持つ。乾燥後には耐水性。温度に左右されにくく、液状だとアルカリ性だが、乾くと中性に近くなる。だが加熱したり水に入れたりしても溶けず、アルカリ溶剤（アンモニア水、水酸化ナトリウムなど）に溶かして糊状にして使用する必要がある。
膠テンペラに比べると若干脆いが、色は鮮やかである。

### 膠テンペラ
卵やカゼインと同じように、乳化作用を持つものとして膠（にかわ、Animal glue）が挙げられる。アイシングラスと呼ばれる魚の浮き袋（鰾）を原料とする膠も使われる。ただ耐水性ではなく、亀裂を生じさせやすいので単体では殆ど用いない。添加物として、明礬と水と膠を混ぜて作るドウサ水（礬水／陶砂、戻り止め）や油（亀裂防止）などを加えて使用する。

## テンペラによる絵画作品
イタリアルネサンス早期のジョットからフラ・アンジェリコ、ボッティチェリなどがテンペラによる作品を残している。レオナルド・ダ・ヴィンチも『最後の晩餐』で使用したが、壁画には不向きな技法であり、耐久性を高めるための技術的試みも失敗して作品の劣化を早める結果となった。
油彩画の出現以来テンペラ画は絵画技術の表舞台から退いていたが、20世紀に入ると油彩との併用による混合技法を試みるパウル・クレーやワシリー・カンディンスキーのような画家が現れる。アンドリュー・ワイエスの描いた純然たるテンペラ技法の作品により、テンペラは絵画技術としてさらに注目を浴びるようになった。

### テンペラを使う日本の画家
- 佐藤一郎
- 赤木範陸（鑞テンペラ）
- 大矢英雄
- 平沢貞通（帝銀事件で死刑判決、再審請求中に病死）
- 建石修志
- 安達博文
- 匂坂祐子
- 小山右人
- 小川泰弘
- 妹尾一朗
- 瀬本容子
- 堀川理万子[7]

## テンペラ作品の例

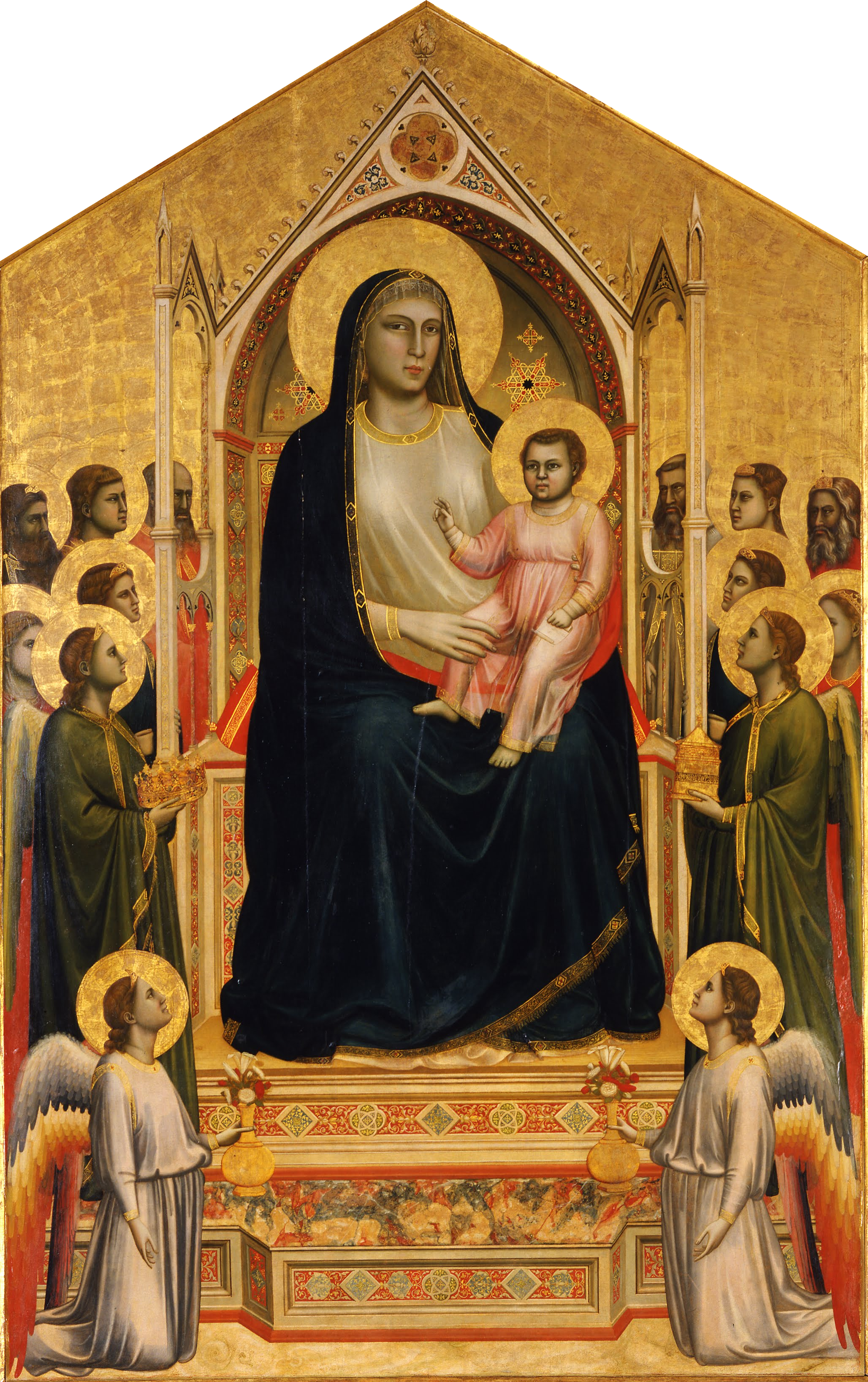
『荘厳の聖母』 ジョット・ディ・ボンドーネ 1310-1311頃 板、テンペラ 325 x 204 cm ウフィツィ美術館
『受胎告知』 フラ・アンジェリコ 1430-1432 板、テンペラ 154 x 194 cm プラド美術館
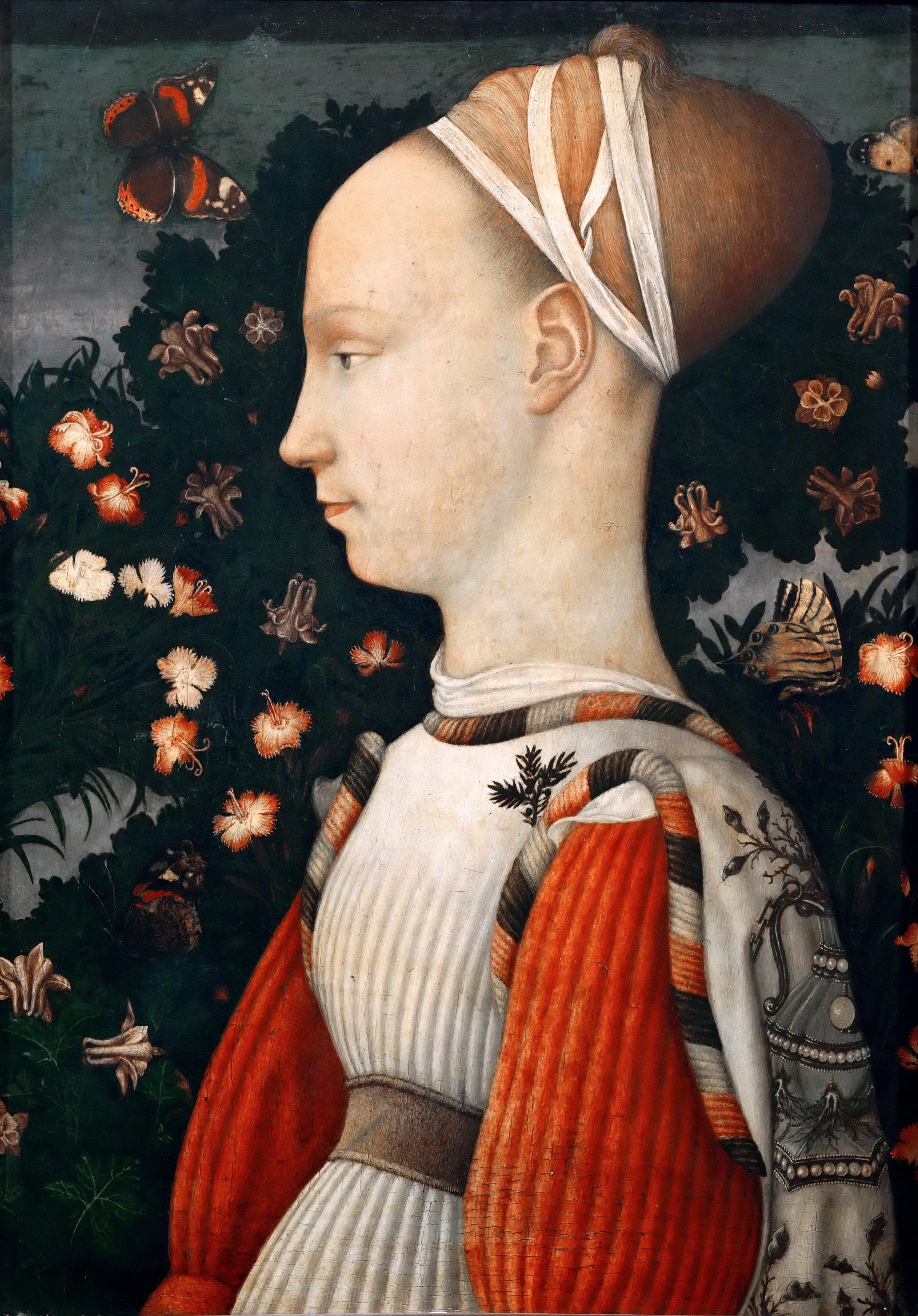
『ジネヴラ・デステ』 ピサネロ 1440頃 板、テンペラ 47 x 29 cm ナショナル ギャラリー（ロンドン）
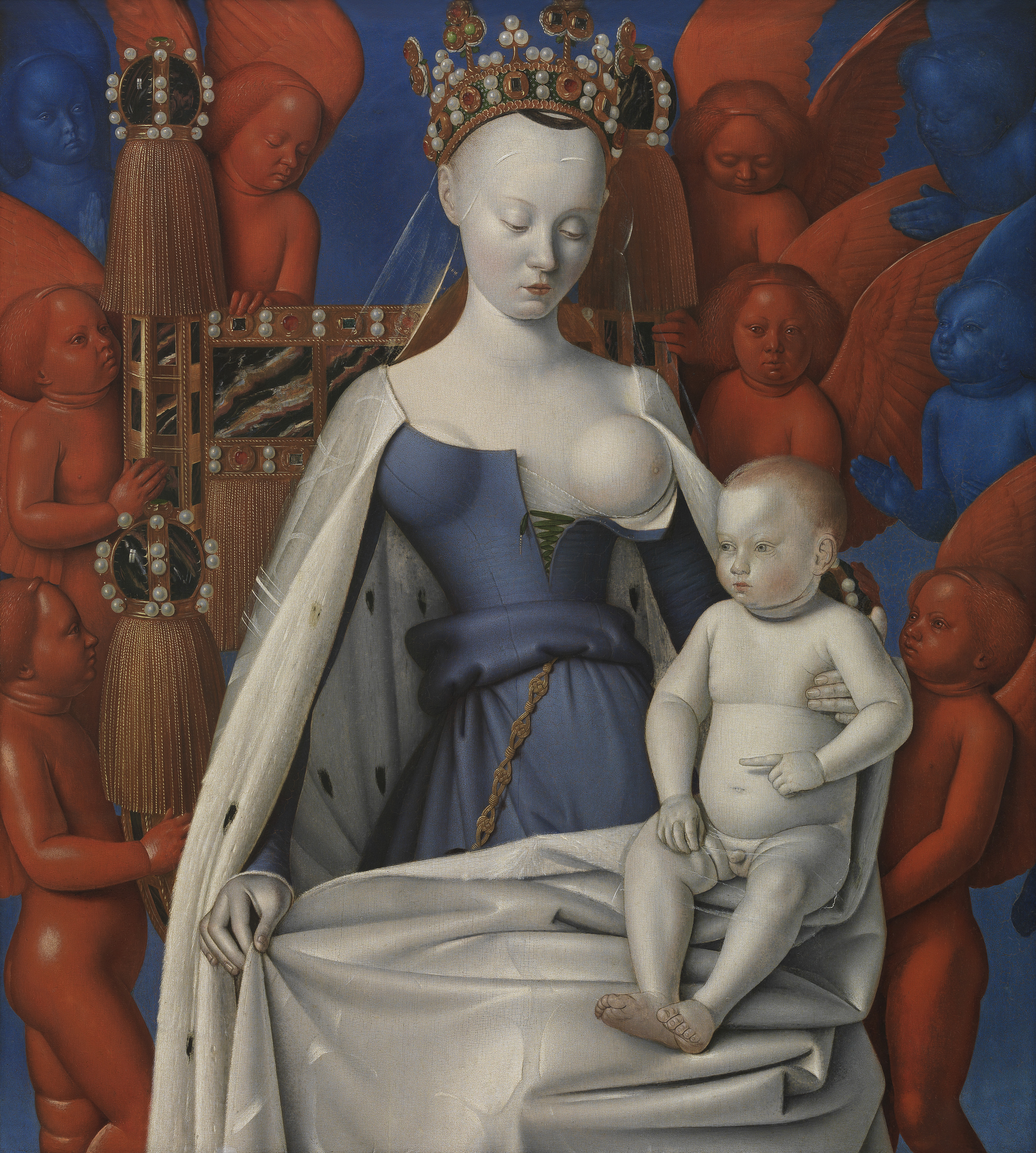
『ムランの聖母子』 ジャン・フーケ (en) 1452-1455 板、テンペラ アントワープ王立美術館
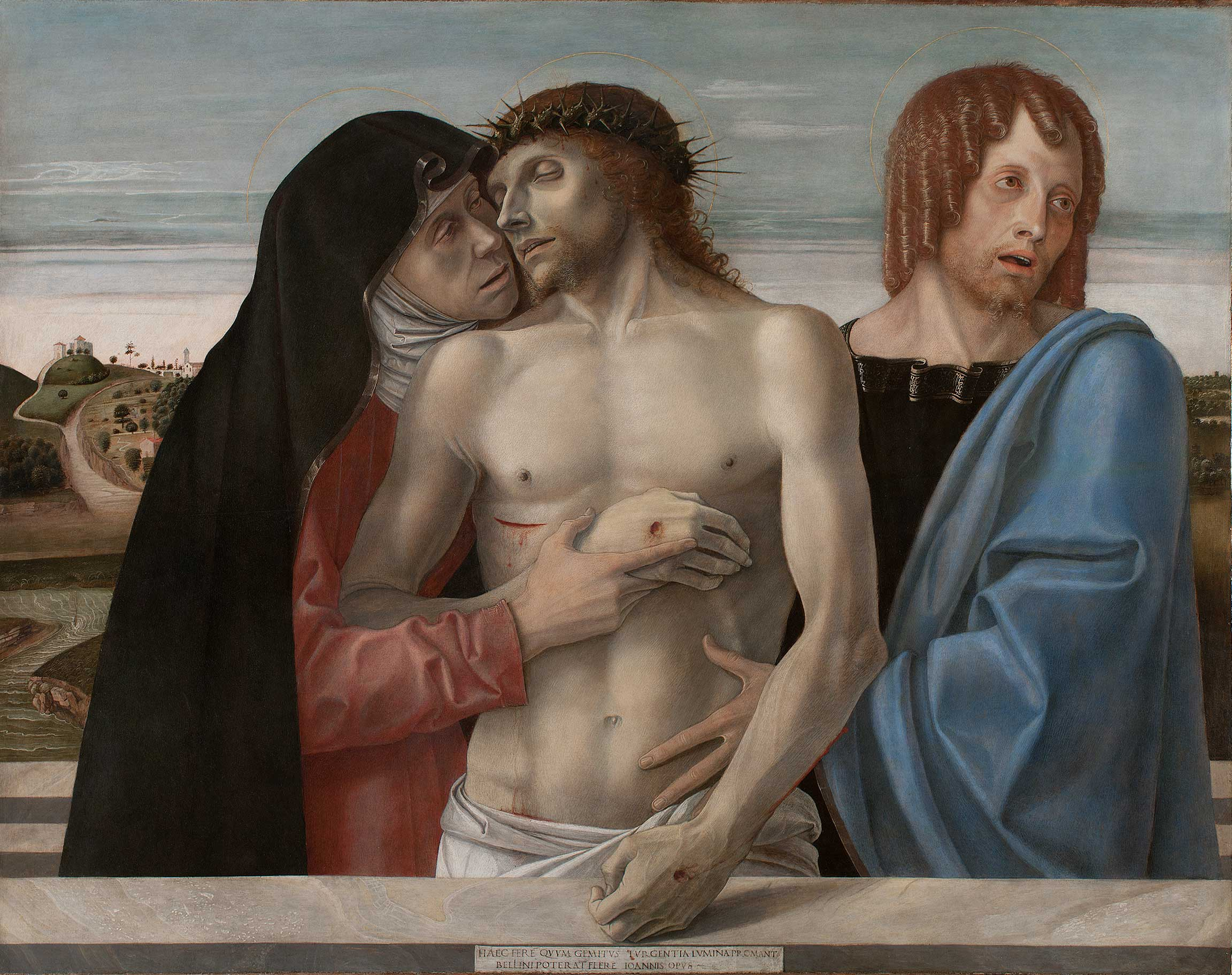
『ピエタ』 ジョヴァンニ・ベリーニ 1460 板、テンペラ 86 × 107 ブレラ絵画館
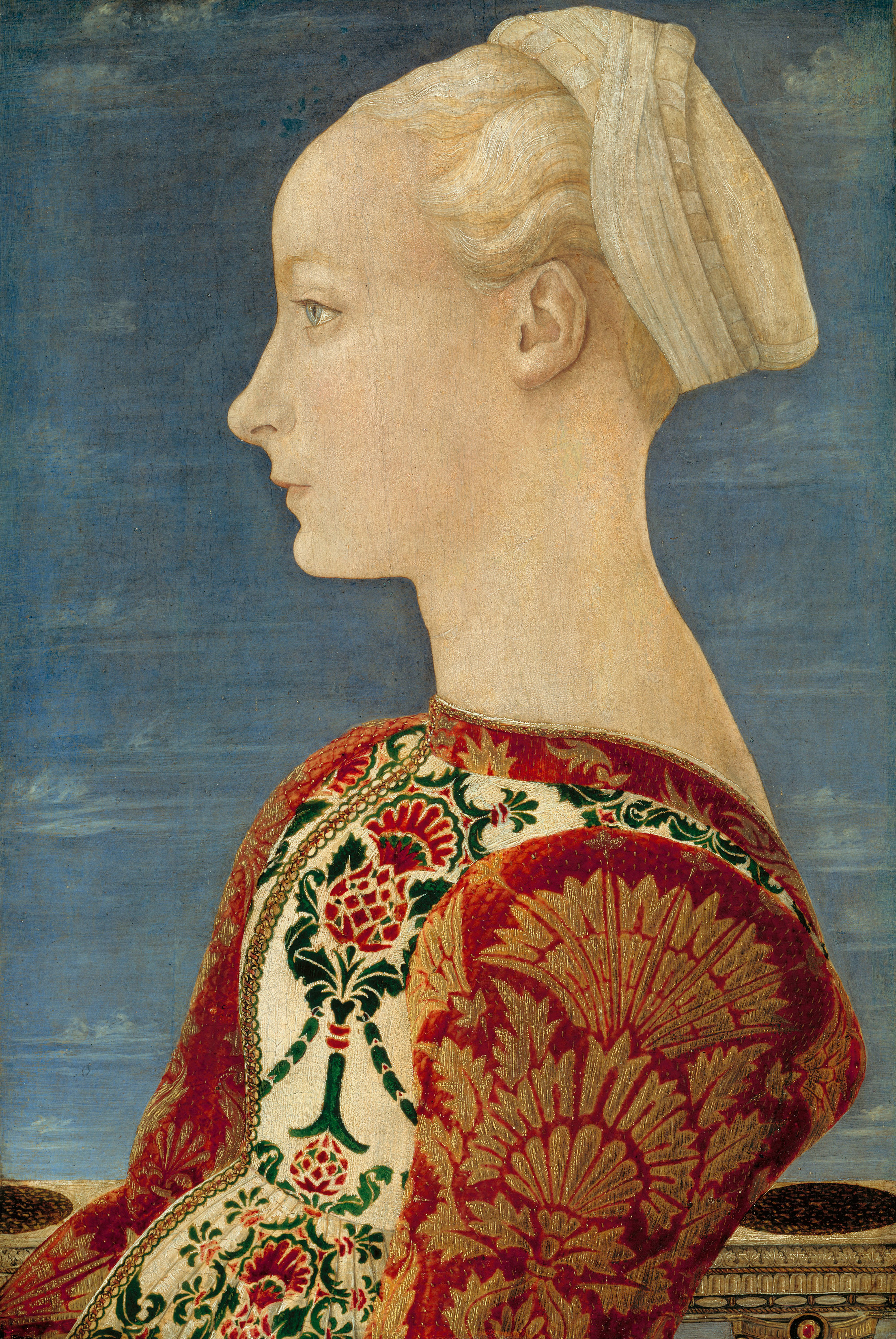
『若い婦人の横顔』 アントニオ・デル・ポッライオーロ 1465-1470頃 板、テンペラ 52.5 × 36.5 cm 絵画館（ベルリン）
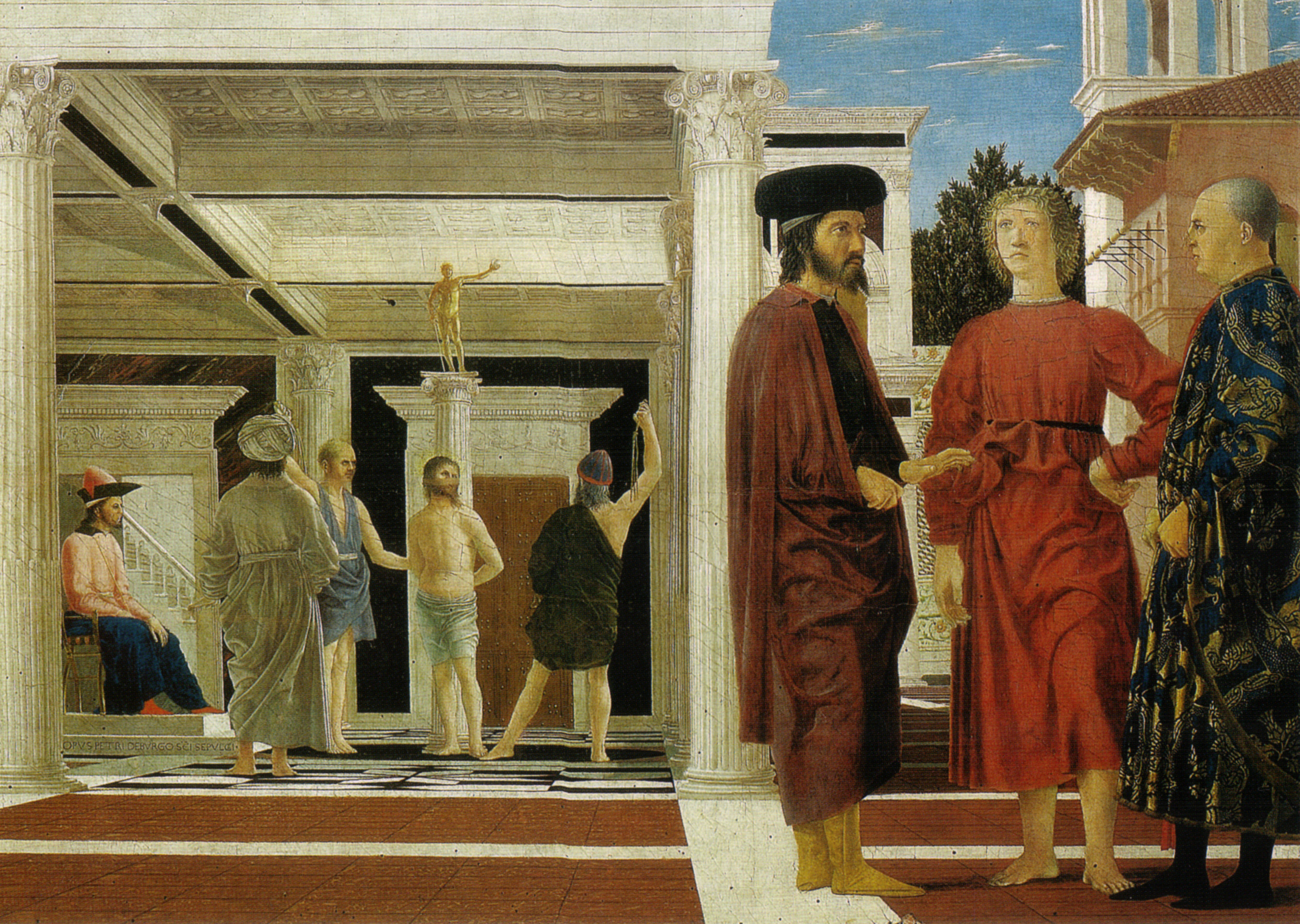
『キリストの鞭打ち』 ピエロ・デラ・フランチェスカ 1444-1470 板、テンペラ 251 × 172 cm ブレラ絵画館
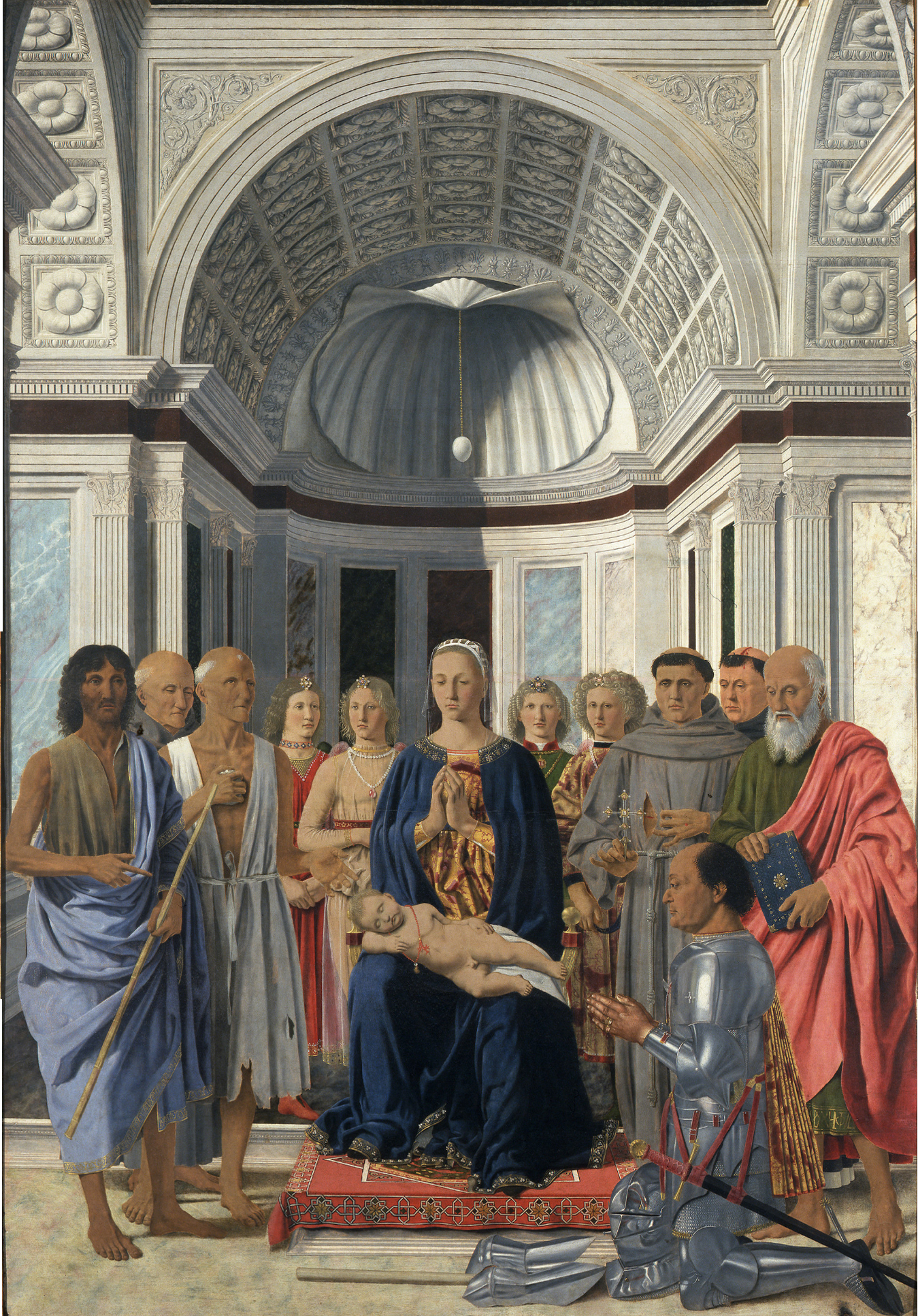
ブレラの祭壇画 ピエロ・デラ・フランチェスカ 1472 板、テンペラ 248 × 150 cm ブレラ絵画館
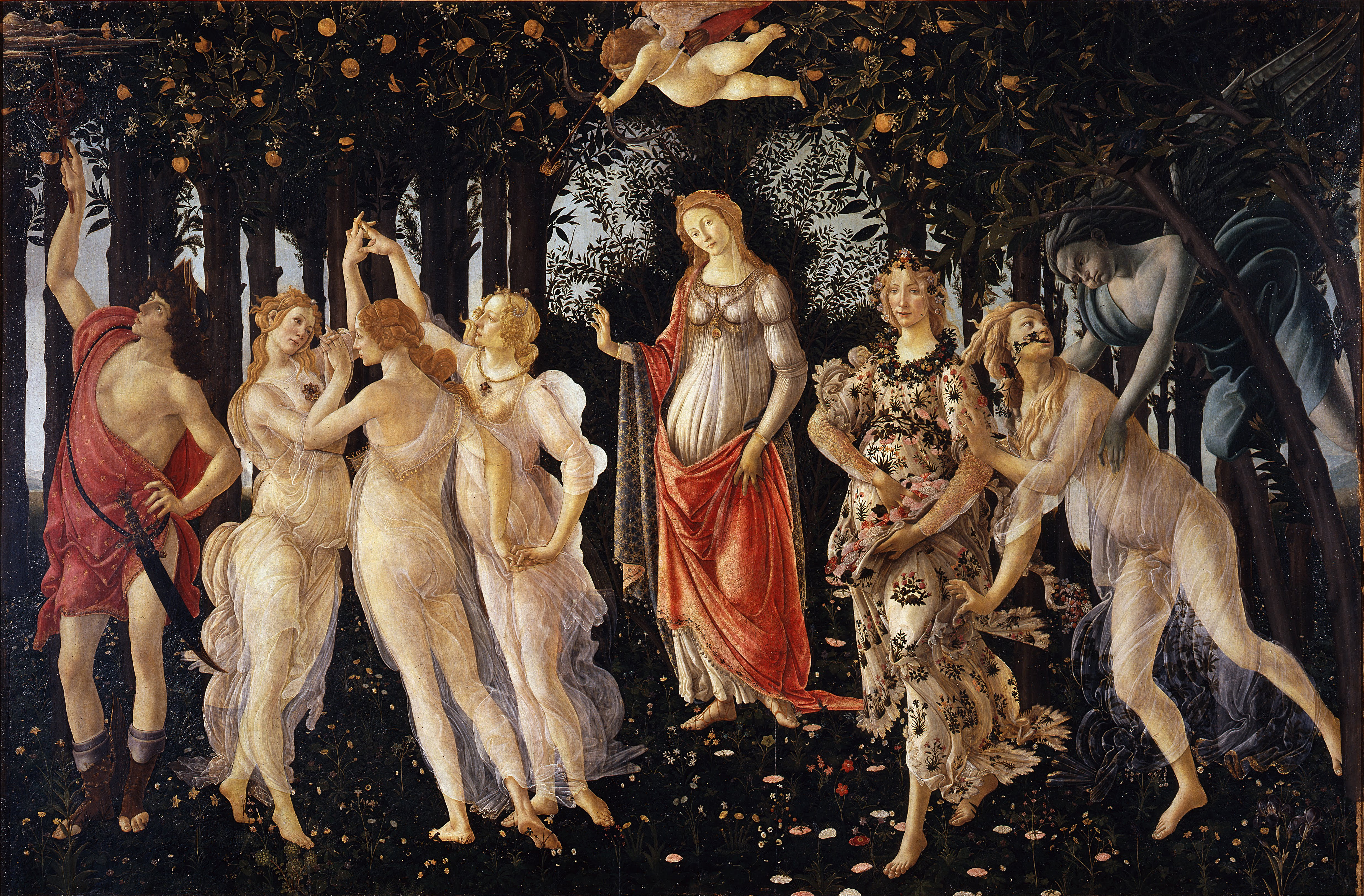
『春（プリマヴェーラ）』 サンドロ・ボッティチェッリ 1477-1478頃 板、テンペラ 203 x 314 cm ウフィツィ美術館
『ヴィーナスの誕生』 サンドロ・ボッティチェッリ 1485頃 画布、テンペラ 172 x 278 cm ウフィツィ美術館
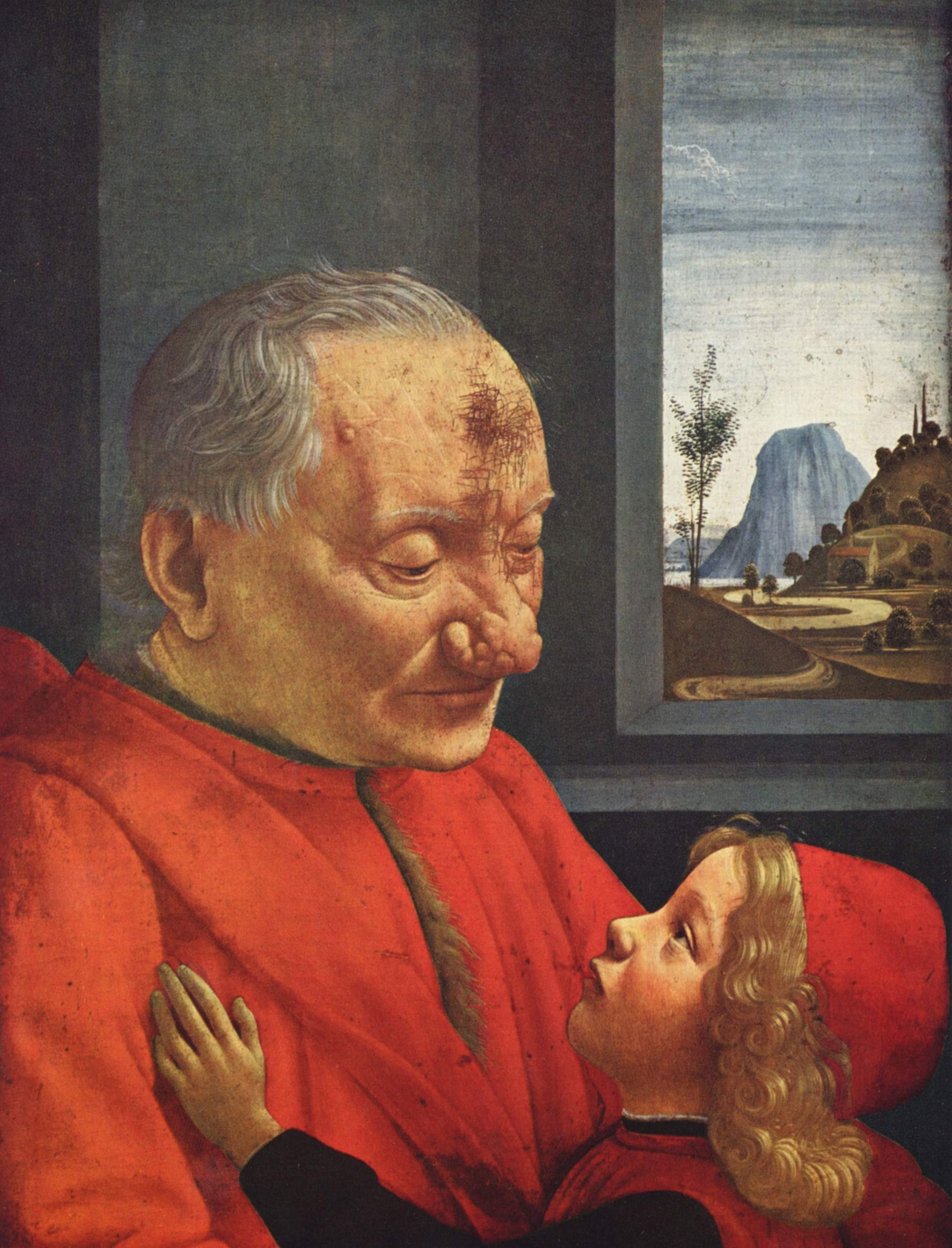
『老人と少年』 ドメニコ・ギルランダイオ 1488 板、テンペラ 63 x 46 cm ルーヴル美術館
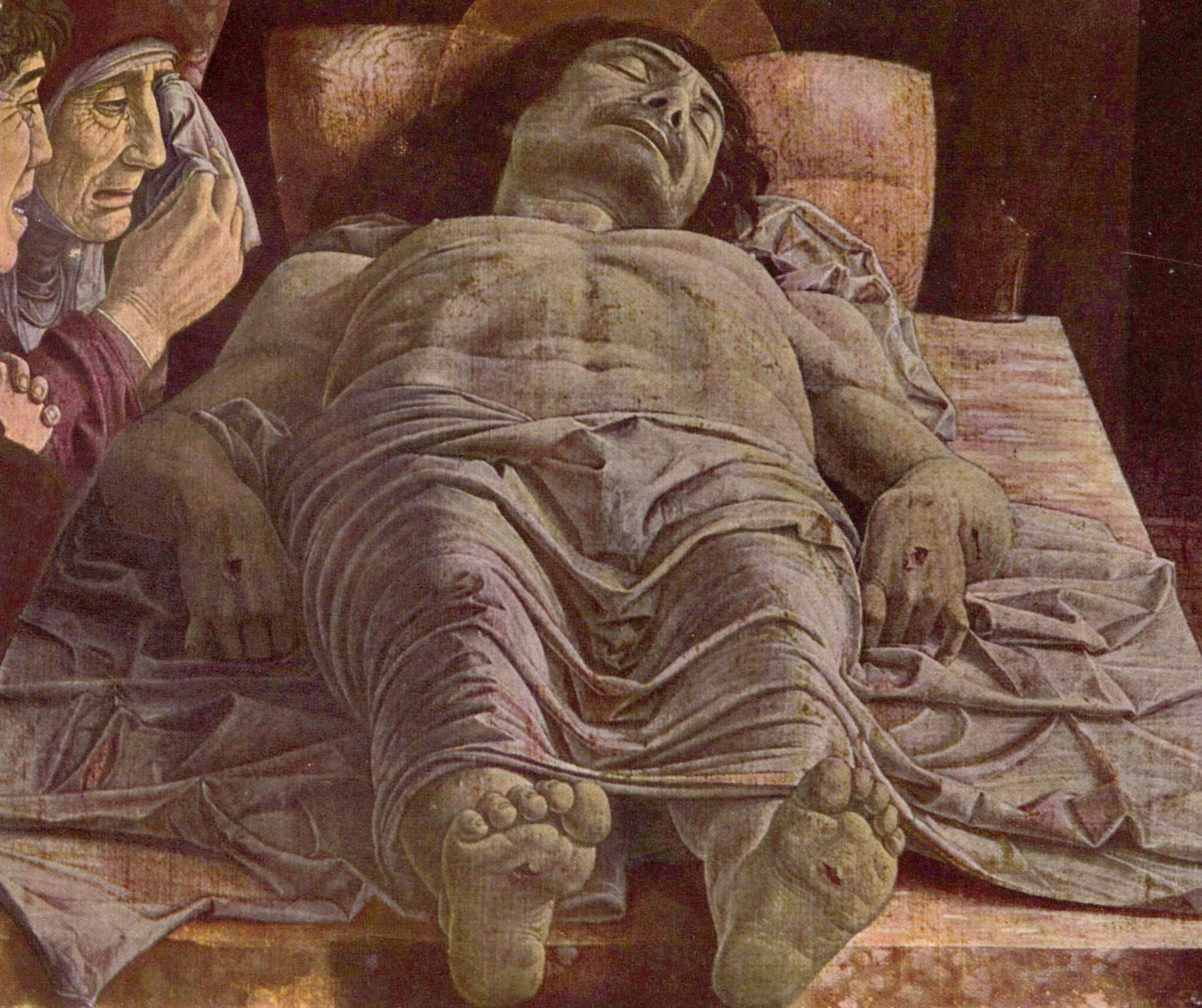
『死せるキリスト』 アンドレア・マンテーニャ 1497以降 画布、テンペラ 68 x 81 cm ブレラ絵画館

- 『荘厳の聖母』
ジョット・ディ・ボンドーネ
1310-1311頃
板、テンペラ
325 x 204 cm
ウフィツィ美術館
- 『受胎告知』
フラ・アンジェリコ
1430-1432
板、テンペラ
154 x 194 cm
プラド美術館
- 『ジネヴラ・デステ』
ピサネロ
1440頃
板、テンペラ
47 x 29 cm
ナショナル ギャラリー（ロンドン）
- 『ムランの聖母子』
ジャン・フーケ (en)
1452-1455
板、テンペラ
アントワープ王立美術館
- 『ピエタ』
ジョヴァンニ・ベリーニ
1460
板、テンペラ
86 × 107
ブレラ絵画館
- 『若い婦人の横顔』
アントニオ・デル・ポッライオーロ 
1465-1470頃
板、テンペラ
52.5 × 36.5 cm
絵画館（ベルリン）
- 『キリストの鞭打ち』
ピエロ・デラ・フランチェスカ
1444-1470
板、テンペラ
251 × 172 cm
ブレラ絵画館
- ブレラの祭壇画
ピエロ・デラ・フランチェスカ
1472
板、テンペラ
248 × 150 cm
ブレラ絵画館
- 『春（プリマヴェーラ）』
サンドロ・ボッティチェッリ
1477-1478頃
板、テンペラ
203 x 314 cm
ウフィツィ美術館
- 『ヴィーナスの誕生』
サンドロ・ボッティチェッリ
1485頃
画布、テンペラ
172 x 278 cm
ウフィツィ美術館
- 『老人と少年』
ドメニコ・ギルランダイオ
1488
板、テンペラ
63 x 46 cm
ルーヴル美術館
- 『死せるキリスト』
アンドレア・マンテーニャ
1497以降
画布、テンペラ
68 x 81 cm
ブレラ絵画館